# Mleczkowszczyzna (rejon mołodecki)
Mleczkowszczyzna – dawna osada. Tereny, na których była położona leżą obecnie na Białorusi, w obwodzie mińskim, w rejonie mołodeckim, w sielsowiecie Radoszkowicze.

## Historia
W czasach zaborów osada karczemna w okręgu wiejskim Hranicze, w gminie Krasnesioło, w powiecie wilejskim, w guberni wileńskiej Imperium Rosyjskiego. W 1865 roku należała do Świdy, liczyła 7 żydowskich mieszkańców w 1 domu.
W latach 1921–1945 osada leżała w Polsce, w województwie wileńskim, w powiecie wilejskim, od 1927 roku w powiecie mołodeczańskim, w gminie Kraśne.
Powszechny Spis Ludności z 1921 roku nie podał danych dotyczących miejscowości. W 1931 w 7 domach zamieszkiwały 54 osoby.
Wierni należeli do parafii rzymskokatolickiej i prawosławnej w Plebanii. Miejscowość podlegała pod Sąd Grodzki w Krasnem i Okręgowy w Wilnie; właściwy urząd pocztowy mieścił się w Krasnem.
W wyniku napaści ZSRR na Polskę we wrześniu 1939 miejscowość znalazła się pod okupacją sowiecką. 2 listopada została włączona do Białoruskiej SRR. Od czerwca 1941 roku pod okupacją niemiecką. W 1944 miejscowość została ponownie zajęta przez wojska sowieckie i włączona do Białoruskiej SRR.